# Kakuda

Kakuda (角田市 Kakuda-shi?) este un municipiu din Japonia, prefectura Miyagi.